# 贝尔科维契
贝尔科维契（塞尔维亚语：／），是波斯尼亚和黑塞哥维那实体之一塞族共和國的市镇。市镇面积为249.69平方公里，2013年人口数量为2,114人，其中240人居住在同名中心村庄里。

## 历史
该市镇成立于1995年，波黑战争之后从战前斯托拉茨市镇析出由塞族共和国控制的区域而成，斯托拉茨剩余的部分则归属波黑联邦。
2022年4月22日，市镇中心村庄发生了一场大地震，强度为里氏5.7度。

## 人口
| 民族结构 – 贝尔科维契市镇 | 民族结构 – 贝尔科维契市镇 |
| ------------------------- | ------------------------- |
|                           | 2013年                    |
| 总计                      | 2,114 (100,0%)            |
| 塞族                      | 1,942 (91,86%)            |
| 波族                      | 159 (7,52%)               |
| 克族                      | 11 (0,52%)                |
| 其他                      | 2 (0,09%)                 |

## 图集

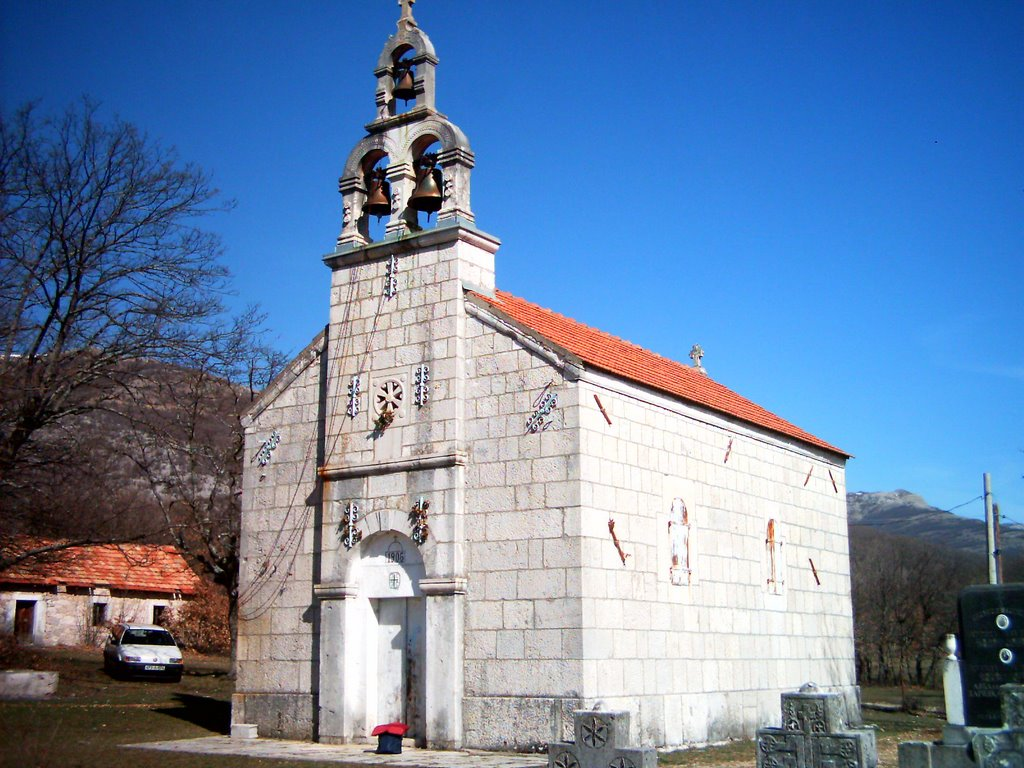
东正教堂
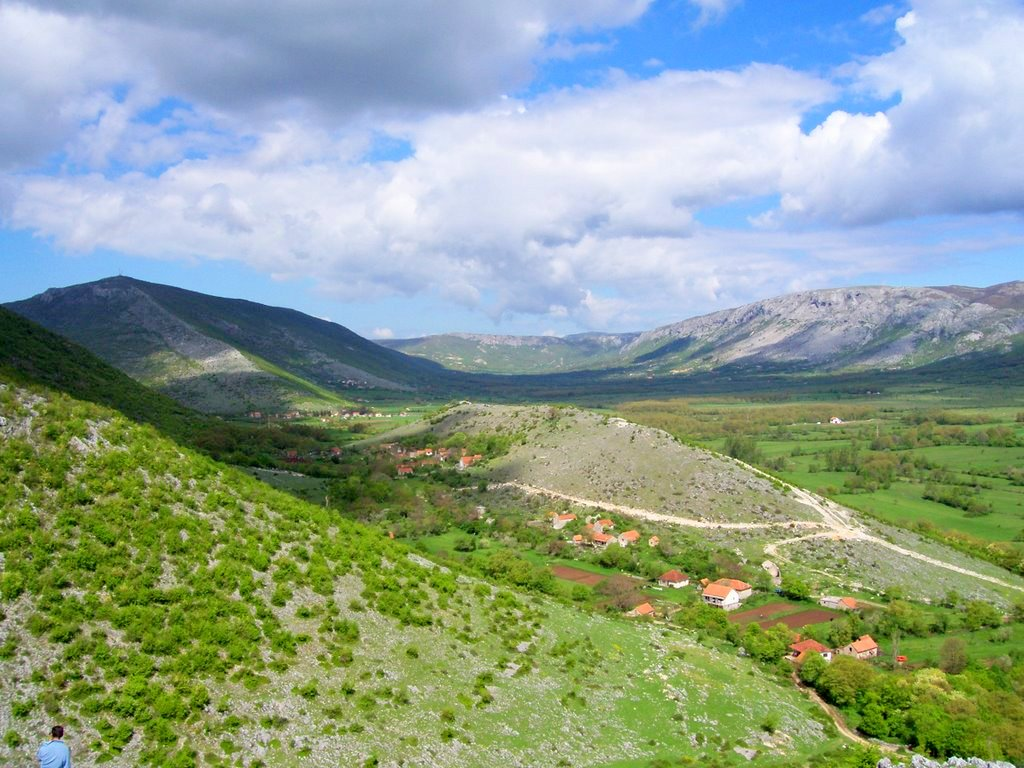
市镇内的自然风光